# Janvier 1843

## Événements
- 1er janvier - 14 janvier : Alexis de Tocqueville publie six Lettres sur la situation intérieure de la France dans Le Siècle. Il y élabore un programme pour l'opposition de la gauche dynastique, dirigée par Odilon Barrot, dont il s'est rapproché.

- 8 janvier : nomination comme gouverneur des Marquises et représentant à Tahiti du capitaine Bruat "officier d'une intelligence et d'une bravoure éprouvées" (selon Guizot).

- 9 janvier, France : ouverture de la session parlementaire de 1843. Lamartine entre dans l'opposition.

- 20 janvier : Honoré de Balzac publie Sur Catherine de Médicis, roman-essai de la série des études philosophiques, commencé en mai 1830.

- 27 janvier : Lamartine annonce son passage à l'opposition.

- 29 janvier, France : ordonnance du Roi portant autorisation de la Compagnie du chemin de fer de Rouen au Havre.

## Naissances
- 2 janvier : Luigi Capello, peintre italien († 16 février 1902).
- 11 janvier : Adolf Eberle, peintre allemand († 24 janvier 1914).
- 20 janvier : Giulio Ascoli (mort en 1896), mathématicien italien.
- 25 janvier : Hermann Amandus Schwarz (mort en 1921), mathématicien allemand.
- 29 janvier : William McKinley, futur Président des États-Unis († 1901).

## Décès
- 10 janvier : Louis Puissant (né en 1769), ingénieur géographe et mathématicien français.
- 29 janvier : Jean-Louis-Alexandre Herrenschneider (né en 1760), mathématicien, physicien, astronome et météorologue français.